# فرانچسکو دی‌سوزا
فرانچسکو دی‌سوزا (انگلیسی: Francisco D'Souza) (زاده ۲۳ اوت ۱۹۶۸) کارآفرین، بازرگان و مدیر ارشد اجرایی آمریکایی هندی‌تبار است، که در حال حاضر به‌عنوان مدیر عامل اجرایی شرکت کوگنیزانت فعالیت می‌کند.